# Polisacharydy
Polisacharydy, wielocukry, cukry złożone – grupa węglowodanów i zarazem biopolimerów, które są złożone z merów będących cukrami prostymi połączonych wiązaniami glikozydowymi. Stanowią one ważną grupę polimerów naturalnych wykorzystywanych w organizmach żywych jako materiał budulcowy i zapasowy. Grupa ta charakteryzuje się dużą różnorodnością, jeżeli chodzi o strukturę i miejsce występowania. Do polisacharydów i ich pochodnych zalicza się między innymi:
- skrobię – materiał zapasowy roślin, gromadzony w owocach, nasionach, korzeniach, liściach, bulwach, rdzeniu łodygi i kłączach; skrobia i jej pochodne są wykorzystywane w przemyśle włókienniczym, farmaceutycznym, kosmetycznym, papierniczym, tekstylnym oraz do produkcji klejów
- inulina – materiał zapasowy niektórych roślin np. z rodziny Asteraceae.
- glikogen – materiał zapasowy u  zwierząt, występuje głównie w mięśniach szkieletowych i wątrobie
- dekstran – forma zapasowa dla bakterii i drożdży, szeroko stosowany w medycynie
- celulozę i jej pochodne – główny składnik budulcowy roślin, podstawowy składnik papieru, klejów, lakierów, celofanu, błon fotograficznych i sztucznego jedwabiu
- chitynę – substancja podporowa budująca pancerze skorupiaków, oskórek owadów i ściany komórkowe niektórych gatunków grzybów; najpowszechniej występujący na Ziemi polisacharyd
- karageninę i alginian – polimery otrzymywane z wodorostów stosowane w kuchni Dalekiego Wschodu jako zagęstnik
- kwas hialuronowy – zwiększający elastyczność skóry; składnik kremów
- heparynę – produkowana przez komórki tuczne ssaków mieszanina polimerów o właściwościach przeciwzakrzepowych.

## Zastosowanie
Substancje te są szeroko stosowane w wielu dziedzinach życia, od przemysłu spożywczego po aparaturę medyczną i leki. Różne zmodyfikowane chemicznie polisacharydy znajdują zastosowanie w medycynie jako nośniki leków oraz substancje o aktywności biologicznej.